# Greenwich Việt Nam
Greenwich Việt Nam là chương trình liên kết quốc tế của Trường Đại học FPT và Đại học Greenwich, Vương Quốc Anh từ năm 2009. Với sứ mệnh nâng cao chất lượng nguồn nhân lực Việt Nam theo hướng hội nhập quốc tế, Greenwich Việt Nam đào tạo chương trình đại học nguyên bản từ Đại học Greenwich, Vương Quốc Anh.
Tính đến nay, đã có gần 20.000 sinh viên theo học Greenwich Việt Nam tại cả 4 cơ sở: Hà Nội, Đà Nẵng, TP.HCM và Cần Thơ.

## Lịch sử hình thành
Năm 2008, trong một lần đọc báo Tuổi trẻ, Tiến sĩ Lê Trường Tùng - Chủ tịch Hội đồng trường Trường Đại học FPT, lãnh đạo sáng tập Greenwich Việt Nam tình cờ đọc được một tin quảng cáo về Đại học Greenwich thu hút người học ở Việt Nam sang học tập tại Singapore. Khi đó, ông đã nghĩ: tại sao sinh viên Việt Nam lại phải sang Singapore học mà không học tại ngay đất nước của mình?. Thời điểm đó, FPT đã chủ động liên hệ với Đại học Greenwich, Anh Quốc, đồng thời cử người sang làm việc trực tiếp. Chỉ trong khoảng thời gian rất ngắn sau đó, cơ sở đầu tiên của Greenwich được mở tại Hà Nội và TP. Hồ Chí Minh.
Tiến sĩ Lê Trường Tùng khẳng đinh: “Greenwich Việt Nam không đơn thuần là nơi sinh viên có thể học chương trình chất lượng cao với chi phí phù hợp mà đây còn là đại diện giáo dục đại học của Anh Quốc tại Việt Nam và là biểu hiện của ngoại giao giáo dục giữa hai quốc gia. Thông qua giáo dục, chúng tôi trao đổi chuyên môn, trao đổi văn hóa và góp phần tăng cường quan hệ quốc tế giữa hai quốc gia”.

## Bằng cấp
Sinh viên theo học tại Greenwich Việt Nam khi tốt nghiệp nhận bằng cử nhân do ĐH Greenwich (Vương quốc Anh) cấp, hoàn toàn giống với bằng của sinh viên học tập trực tiếp tại Vương quốc Anh. Bằng này có giá trị toàn cầu.
Bằng cấp của Greenwich Việt Nam đều được Bộ Giáo dục và Đào tạo Việt Nam công nhận và được Cơ quan thẩm định chất lượng giáo dục đại học Anh Quốc (Quality Assurance Agency for Higher Education) kiểm định. Bằng cấp này đều do Đại học Greenwich tại Anh Quốc trao.

## Hệ thống cơ sở
Greenwich Việt Nam nằm trong hệ thống các cơ sở đào tạo chương trình của Đại học Greenwich, Anh Quốc tại hơn 30 quốc gia và vùng lãnh thổ gồm: Hồng Kông, Malaysia, Singapore, Trung Quốc,...
Greenwich Việt Nam có 4 cơ sở và 1 trung tâm đổi mới sáng tạo:

### Greenwich Việt Nam - Cơ sở Hà Nội
Đây là một trong 2 cơ sở đầu tiên của Greenwich Việt Nam, trước đây tọa lạc trên đường Tôn Thất Thuyết, Nam Từ Liêm. Kể từ năm 2021, cơ sở Hà Nội chính thức chuyển về số 2 Phạm Văn Bạch, Yên Hòa, Cầu Giấy, Hà Nội nằm ở ngã tư Phạm Văn Bạch - Dương Đình Nghệ - Trung Kính.
Chiều ngày 30/5/2022, Greenwich Việt Nam khánh thành cơ sở mới tại trung tâm quận Cầu Giấy, Hà Nội đánh dấu việc mở rộng quy mô đào tạo chương trình đại học nước ngoài từ năm 2022.
Phát biểu tại sự kiện khai trương cơ sở Hà Nội, Giáo sư Jane Roscoe - Phó hiệu trưởng Đại học Greenwich đánh giá cao mối quan hệ đối tác bền chặt trong hơn 15 năm qua giữa Đại học Greenwich và FPT mà Greenwich Việt Nam là đại diện.
Greenwich Việt Nam - cơ sở Hà Nội nằm sát bên cạnh tòa soạn Báo Lao Động, kế đó là Đại sứ quán Hoa Kỳ mới cũng như Tòa nhà FPT Tower của Tập đoàn FPT.

### Greenwich Việt Nam - Cơ sở TP.HCM
Greenwich Việt Nam - Cơ sở TP.HCM cũng được thành lập cùng cơ sở Hà Nội. Trước đây, cơ sở được chia làm 2 địa điểm nằm lần lượt trên đường Phạm Phú Thứ và Nguyễn Xí. Từ năm 2021, cơ sở TP.HCM chính thức chuyển về số 20 Cộng Hòa, phường 12, quận Tân Bình, TP.HCM.
Sáng ngày 18/3/2022, Greenwich Việt Nam tổ chức lễ cắt băng khai trương cơ sở mới tại TPHCM với sự tham gia của Tổng Lãnh sự Anh tại TPHCM Oliver Todd.

### Greenwich Việt Nam - Cơ sở Đà Nẵng
Sau hơn 12 năm có mặt tại Việt Nam và 4 năm đến với thành phố Đà Nẵng, Greenwich Việt Nam đang vững bước trên con đường trở thành ngôi trường đại học quốc tế chất lượng toàn diện ở khu vực miền Trung.

### Greenwich Việt Nam - Cơ sở Cần Thơ
Năm 2018, Greenwich Việt Nam chính thức có mặt tại Cần Thơ, trở thành đơn vị tiên phong trong tổ chức đào tạo chương trình đại học quốc tế tại Cần Thơ nói riêng và khu vực Đồng bằng sông Cửu Long nói chung. Tại Greenwich Việt Nam – cơ sở Cần Thơ, học sinh, sinh viên miền Tây được thụ hưởng nền giáo dục chuẩn Anh Quốc với chi phí hợp lý. Sinh viên theo học tại Greenwich Việt Nam được công nhận là sinh viên chính quy tập trung của Trường Đại học FPT học theo chương trình liên kết với Đại học Greenwich.

### Greenwich Innovation Centre
Bên cạnh 4 cơ sở đào tạo chương trình đại học quốc tế tại Hà Nội, Đà Nẵng, TP.HCM và Cần Thơ, mới đây, Greenwich Việt Nam vừa thành lập thêm trung tâm khởi nghiệp sáng tạo và nghiên cứu khoa học.
Ngày 23/4/2022, Greenwich Việt Nam – đơn vị đào tạo chương trình cử nhân của Đại học Greenwich, Vương Quốc Anh tại Việt Nam vừa tổ chức lễ khai trương Trung tâm khởi nghiệp đổi mới sáng tạo và nghiên cứu khoa học Greenwich Innovation Centre tại Tòa nhà FPT, đường số 1, KCN An Đồn, Phường An Hải Bắc, Quận Sơn Trà, Thành phố Đà Nẵng.

## Chương trình đào tạo

### Chương trình chuẩn bị tiếng Anh[10]
- Chương trình tiếng Anh Level 5 tại nước ngoài
- Chương trình tiếng Anh học thuật
- Chương trình tiếng Anh chuyên ngành

### Chương trình cử nhân[11]

#### Cử nhân Quản trị kinh doanh
- Cử nhân quản trị kinh doanh
- Cử nhân quản trị kinh doanh (Marketing)
- Cử nhân quản trị kinh doanh (Kinh doanh quốc tế)
- Cử nhân quản trị kinh doanh (Truyền thông và quan hệ công chúng)
- Cử nhân quản trị kinh doanh (Sự kiện)

#### Cử nhân Công nghệ thông tin
- Cử nhân công nghệ thông tin
- Cử nhân công nghệ thông tin (Trí tuệ nhân tạo)

#### Cử nhân Đồ họa và Thiết kế kỹ thuật số
Năm 2022, Greenwich Việt Nam triển khai chương trình học bổng với tổng trị giá 130 tỷ đồng, chia làm nhiều suất học bổng giá trị từ 25 triệu đồng đến 100% học phí toàn chương trình.